# يوحنا النقيوسي

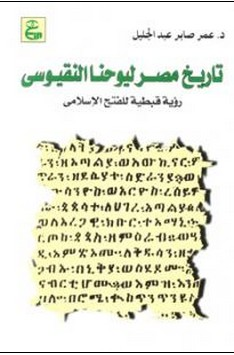
تاريخ مصر ليوحنا النقيوسي

يوحنا النقيوسي كان أسقفا من القرن السابع الميلادي لابراشية مدينة نقيوس في جنوب شرق الدلتا ويعتبر التاريخ الذي كتبه من المصادر الهامة عن أحداث دخول العرب لمصر حيث أنه عاش قريبا من تلك الفترة ولأنها تعتبر الرواية القبطية المقابلة للمصادر التاريخية الإسلامية.

## حياته
المعروف عن يوحنا النقيوسي قليل للغاية، ويبدو أنه عاش في النصف الثاني من القرن السابع الميلادي حتى مستهل القرن الثامن الميلادي، ففي تاريخ البطاركة لساويرس ابن المقفع يرد أنه كان حاضرا وفاة يؤانس الثالث عام 689 ميلادية، وفي اختيار خليفته إسحاق عام 690 ميلادية وفي صحبته في مجلس عبد العزيز بن مروان، وفي عهد سيمون الأول كان مشرفا عاما على الأديرة ما بين عامي (693-700) ميلادية ، ونقرأ في تاريخ البطاركة أن البابا سيمون الأول قطعه لفترة (ربما لثلاث سنوات) لمعاقبته بقسوة أحد الرهبان على فعل قام به وأدت تلك المعاقبة إلى وفاة الراهب. وبسبب خلو التاريخ من ذكره بعد هذه الفترة، يعتقد أن وفاته كانت بعد عام 700 ميلادية.

## مؤلفاته
و النسخة الوحيدة التي وصلتنا من تاريخه مكتوبة باللغة الاثيوبية ويعتقد أنها مترجمة عن العربية التي هي في حكم المفقودة حاليا، هذه النسخة العربية يختلف الرأي بشأنها حول اللغة التي ترجمت منها فهناك آراء تقول أن لغة المخطوطة الأصلية هي اليونانية وآراء أخرى على الأرجح أنها القبطية. ترجم الكتاب لأول مرة إلى الفرنسية على يد هرمان زوتنبرغ ونشر عام 1883 في باريس بعنوان "Chronique de Jean, Évêque de Nikiou, Texte éthiopien publié et traduit, Paris, 1883"، وعن هذه النسخة الفرنسية قام روبرت تشارلز بترجمة الكتاب إلى الإنجليزية مع شروحات وتعليقات على النص المترجم عام 1916 بعنوان: "The chronicle of John (c. 690 A.D.): coptic bishop of Nikiu : being a history of Egypt before and during †the Arab conquest. Translated from Hermann Zotenberg's edition of the Ethiopic version, with an introduction, critical and linguistic notes, and an index of names, London 1916"

### الترجمات العربية
1. ترجمة لنص زوتنبرج قام بها كامل صالح نخله، مجلة صهيون، العددين 7 و 8، القاهرة، يوليو وأغسطس 1948، ويوليو وأغسطس 1949.
2. تاريخ العالم القديم ليوحنا النقيوسي، ترجمة لنص زوتنبرج قامت بها ليزة عزيز اسكندر، راجعها وعلق عليها الأنبا بيشوي عبد المسيح وكيل مطرانية دمياط، 1996.
3. تاريخ مصر ليوحنا النقيوسي، ترجمة ودراسة تاريخية ولغوية: عمر صابر عبد الجليل، دار عين، القاهرة، 2000.
4. تاريخ مصر والعالم القديم، تحرير وتدقيق عبد العزيز جمال الدين، دار الثقافة الجديدة، القاهرة، 2011.